# 米沢北本線料金所
米沢北本線料金所（よねざわきたほんせんりょうきんじょ）は、山形県米沢市窪田町小瀬にある東北中央自動車道の本線料金所である。
2017年9月28日より、通行料金を支払う場所が米沢北IC出入口料金所から当施設に変更された。これは2ヶ月後の同年11月4日に開通した福島大笹生IC - 米沢北ICが国土交通省が管轄する新直轄区間（無料区間）であるため、米沢北IC - 南陽高畠IC間の通行料金の徴収ポイントをこれまでのIC出入口ではなく、南陽高畠IC寄りの本線上に移設する必要があり、開通に先立って切り替える必要があったためである。これに伴い、米沢北ICの料金所は廃止された。
2019年4月13日の南陽高畠IC - 山形上山IC間開通に先立つ同年3月13日より、当料金所は米沢北IC以北方面からの料金の支払いと、通行券の受け取りに切り替わった。同時に南陽高畠IC出入口に新設された料金所も稼働を開始している。

## 歴史
- 2017年（平成29年）9月28日 : 供用開始[1]。

## 料金所
- ブース数：4

### 山形JCT方面
- ブース数：2

2ブースともETC専用および一般またはETC・一般の可変式ブース

### 福島JCT方面
- ブース数：2

2ブースともETC専用および一般またはETC・一般の可変式ブース

## 隣
E13 東北中央自動車道
(10) 米沢北IC - 米沢北TB - 高畠SIC（事業中） - (11) 南陽高畠IC